# De ida y vuelta (álbum de Gonzalo Yáñez)
De Ida Y Vuelta es el segundo álbum oficial del cantautor, compositor y músico Gonzalo Yáñez.
Fue lanzado a finales del año 2006, después de una presentación de un EP de adelanto, el cual se tituló Me Hiciste pagar EP, en 2005, que incluía su primer sencillo, Me Hiciste pagar más 3 temas de su placa anterior.
Los sencillos que se lanzaron fueron Me Hiciste Pagar, Sé, Lo Mejor Para Los Dos y De Ida y vuelta.

## Lista de canciones
- Todos los temas escritos y compuestos por Gonzalo Yáñez.

1. "Desde el día de..." – 0:47
2. "Sé" – 3:10
3. "Lo mejor para los dos" – 4:22
4. "De ida y vuelta" – 3:33
5. "Ca..fé" – 3:18
6. "Me Hiciste Pagar" – 3:31
7. "Muerto" – 2:15
8. "La costumbre" – 3:24
9. "Mal humor" – 2:55
10. "Hija de dios" – 3:02
11. "...final" – 1:01

## Sencillos
- Me Hiciste Pagar, 2005.
- Lo Mejor para los dos, 2006.
- Sé, 2006.
- De Ida y Vuelta, 2007.

- Datos: Q16555542